# Johannes Welmecher
Johannes Welmecher OFMConv (* in Fritzlar; † 30. Juli 1505) war Weihbischof in Paderborn, Köln und Havelberg.
Der dem Minoritenorden angehörende Johannes Welmecher, auch Helmicher genannt, wurde am 18. Juni 1481 zum Titularbischof von Adramyttium (Adrimitanae) und Weihbischof in Paderborn ernannt. Schon am 2. Juli 1481 in der Kirche Santa Maria dell’Anima in Rom zum Bischof geweiht, war er von Januar 1482 bis Mai 1483 auch als Weihbischof für das Erzbistum Köln tätig. Vom 10. August 1490 an war er Weihbischof im Bistum Havelberg.